# Андроновка (станція МЦК)
Андро́новка (рос. Андроновка) — зупинний пункт/пасажирська платформа Малого кільця Московської залізниці, яка обслуговує маршрут міського електропоїзда — Московське центральне кільце. Розташована у північній горловині однойменної станції. Відкрита 10 вересня 2016 року з початком пасажирського руху електропоїздів МЦК.

## Розташування
Розташована у північній горловині однойменної станції, на північ від шляхопроводу Казанського напрямку МЗ (тоді як основні парки станції Андроновка розташовані на південь від нього).

## Технічні характеристики
Має дві платформи: берегову, на якій зупиняються електропоїзди, прямуючі за годинниковою стрілкою, і острівну — для поїздів, що прямують проти годинникової стрілки в бік станції Ізмайлово. З вестибюля на платформи веде ескалаторний спуск і сходи. Вестибюль знаходиться в південній її частині, на пішохідному мосту через колії. Виходи з моста у двох напрямках — до зупинного пункту «Андроновка» і проїзду Фрезер, а також у напрямку 2-ї вулиці Ентузіастів. На станції встановлено тактильне покриття.
Є кінцевою для деяких поїздів, що прямують на ніч у парк відстою, розташований на території станції Андроновка.

## Пересадки
- Залізнична платформа  «Андроновка»
- Автобуси: 759, 987